# Tiergarten Tübingen
Koordinaten: 48° 30′ 25,7″ N, 9° 1′ 39,1″ O

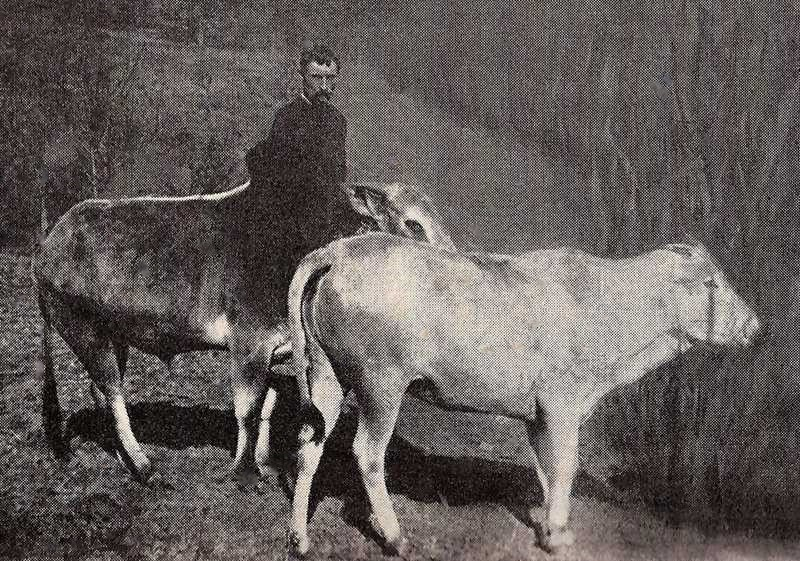
Eugen Mannheim mit zwei Zwergzebus (um 1908)

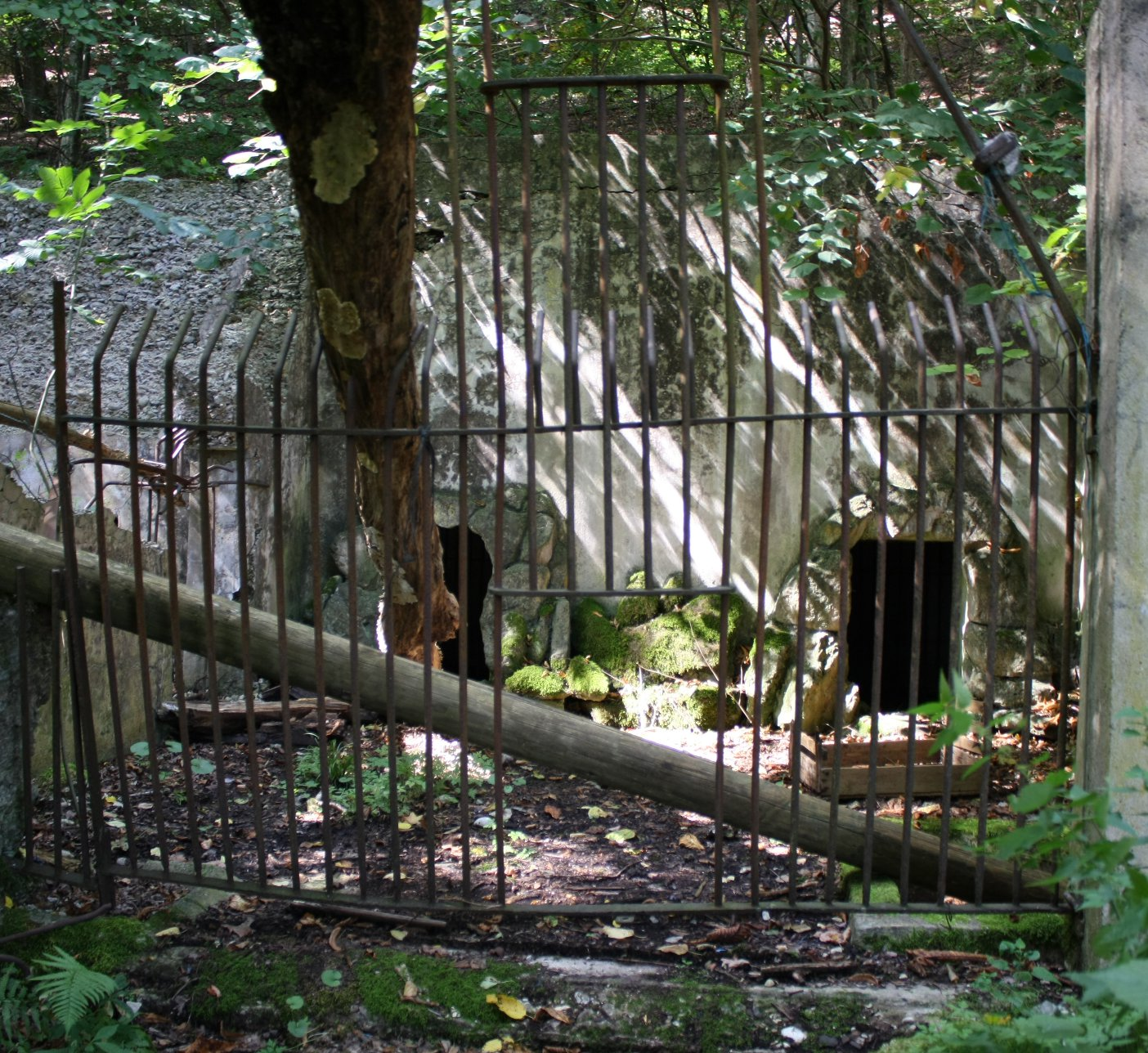
Überreste des Tübinger Tiergartens (2010)

Der Tiergarten Tübingen war ein von 1907 bis 1919 bestehender Zoo in Tübingen. Er wurde zeitgenössisch meist nach seinem Besitzer Mannheims Tiergarten, später Mannheims Tierpark, genannt.

## Geschichte
Der in Tübingen aufgewachsene Eugen Mannheim (1879 – 8. Januar 1974) hatte zu Anfang des 20. Jahrhunderts in der Schlossbergstraße 10 in Tübingen einen kleinen privaten Zoo aufgebaut. 1906 kaufte er ein 23 Morgen (rund 7,2 Hektar) großes aus Wald und Wiesen bestehendes Anwesen bei der kurz zuvor abgebrannten Ödenburg am Spitzberg oberhalb des Neckartals flussaufwärts von Tübingen, wo er ein Wirtschaftsgebäude, zwei Scheunen, Häuser mit mehreren Abteilungen für Raubkatzen, Bären und Rinder, Gehege für Vögel und andere Tiere und Teiche für Fischotter und Seehunde baute. Das Gebäude der Ödenburg wurde Gastronomiebetrieb. Einen Teil des Tierbestandes und der Ausstattung übernahm er aus Nills Zoologischem Garten in Stuttgart, der von 1871 bis 1906 bestand. Am 19. Mai 1907 eröffnete er den Tiergarten Tübingen.
Ein Tierinventar ist nicht überliefert, aber laut Zeitungsberichten der Tübinger Chronik waren im Zoo insgesamt neun Löwen (von denen zwei im Zoo geboren wurden) und zwölf Eisbären und Braunbären untergebracht, weiterhin ein Königstiger, ein Leopard, zwei Pumas, drei Ozelots, Wölfe, Mohrenäffchen, Javaner- und Rhesusaffen, Robben, Gänsegeier, Hirsche, Dachse, Wildschweine, Kakadus, Sittiche und ein Mississippi-Alligator, der wie einige andere Reptilien aufgrund seines Wärmebedarfs im Restaurant-Gebäude untergebracht war. Seehunde waren aufgrund ihres Fischbedarfs nur temporär im Zoo.
Die Eintrittspreise betrugen für Erwachsene 20 Pfennig, ermäßigt die Hälfte. Im Gebäude der Ödenburg veranstaltete Mannheim Musikveranstaltungen verschiedener Art. Am 22. Juni 1907 besuchte König Wilhelm II. den Zoo und ließ anschließend eine Spende von 20 Mark überweisen. 1910 besuchten über 2000 Schüler aus den Oberämtern Tübingen, Reutlingen und Rottenburg den Zoo.
Unterstützung von der Stadt erhielt der Zoo in Form eines Steuernachlasses, für seinen Futterbedarf schlachtete er wöchentlich in eigener Regie drei Pferde.
1914 wurde Mannheim drei Tage nach Beginn des Ersten Weltkriegs zum Militär eingezogen, was zum Niedergang des Zoos führte, der 1919 aufgelöst wurde. Mannheim betrieb anschließend einen Bauernhof, den letzten innerstädtischen Bauernhof Tübingens.
Ein Teil der Käfige und Raubtiergänge ist bis heute im Wald erhalten (Lage des alten Käfigs).